# Кралица Европа
Кралица Европа (на латински: Europa regina) е алегорична рисунка на европейския континент от XVII век, наподобяваща карта. Европа е изобразена като млада, грациозна дама с царски регалии – оттам и името Europa Regina. Ориентацията на картината е отгоре запад, отдолу изток, за разлика от възприетата в съвременните карти север-юг. Пиренейският полуостров (Испания) е главата, увенчана с корона, подобна на короните на династията Каролинги. Пиренеите са разположени на шията на жената и отделят Испания от Франция (Галия), която съставлява горната част на гърдите. Свещената Римска империя (днешна Германия и други територии) оформя централната част на торса, а Бохемия (в някои по-ранни изображения Австрия) е сърцето (алтернативно вписана в медальон, опасан около кръста). Диплите на дългата рокля обхващат днешни Унгария, Полша, Литва, Латвия, България, Московското княжество, Македония и Гърция. Италия се спуска по дясната ръка на жената, с която държи кълбо (Сицилия), а лявата е образувана от Дания и държи скиптър. Над лявото рамо са разположени Британските острови. В повечето изображения Африка, Азия и Скандинавският полуостров са показани частично.

## Произход
През Средновековието географските карти на света обичайно се придържат към т. нар. Т-О схема (от лат. orbis terrarum – Светът) на Исидор Севилски, в чийто център е Йерусалим, а около него са Европа, Азия и Африка. Изкуството картите да се оформят в алегорични форми – на хора или животни, датира и от по-ранни времена. Така например Опичино де Канистрис (1296 – 1353) съставя през 1340 г. карта на Средиземно море, на която Европа е изобразена като мъж, а Северна Африка като жена. Самостоятелни карти на Европа се срещат изключително рядко. Единствените известни такива са картата от Liber Floridus (Книга на цветята) на Ламбер от Сен Омер, публикувана през 1112 г., византийска карта от XIV век и картата на австрийския картограф Йоханес Пуч от Инсбрук, публикувана през 1537 г.
Картата на Пуч (Йоханес Буциус Еникола, 1516 – 1542) е първата, която изобразява Европа като човешка фигура на жена с корона, скиптър (жезъл) и кълбо (орб). Отпечатана е за първи път от калвиниста Кристиян Вехел. Въпреки че липсват данни откъде идва идеята за подобно изображение и как то е било възприемано, известно е, че Пуч е поддържал близки отношения с император Фердинанд I на Свещената римска империя, както и че картата става много популярна през втората половина на XVI век. Названието „Europa regina“ е от по-късно и не е било използвано от съвременниците на Пуч, които вместо това използвали латинския израз Europa in forma virginis (Европа като девойка).
Изображението на Йоханес Пуч придобива известност едва след включването му в Космография на Себастиан Мюнстер, за което спомага и протестантският пастор Хайнрих Бюнтинг (1545 – 1606), който през 1589 г. помества „Кралица Европа“ в своята Itinerarivm Et Chronicon Totivs Sacrae Scriptvrae.

## Символизъм
Предполага се, че Йоханес Пуч е имал намерението да изобрази Европа като съпругата на Карл V – император на Свещената Римска империя от 1519 до 1556 г. Като наследник на Хабсбургите той обединява под управлението си обширните владения на Свещената Римска империя, кралство Арагон, кралство Кастилия, кралство Неапол, кралство Сицилия, Бургундска Нидерландия и испанските колонии в Америка под мотото „Plus Ultra“ (от лат. „Все по-нататък“).
Аргументите в полза на тази хипотеза са: западната ориентация на картата, която изобразява Испания като глава с корона; приликата на лицето с това на съпругата на Карл V – Изабела Португалска; използването на регалиите на Свещената Римска империя – нейната каролингска корона, скиптър и кълбо; позиционирането на владенията на Хабсбургите (Австрия, Бохемия, Унгария, Германия) в централната част на тялото, както и роклята, която наподобява модата в Хабсбургския двор по онова време. Съгласно традицията при изпълнение на портрети в този период, Кралица Европа е обърнала главата си надясно и държи кълбото в дясната си ръка, което символизира предлагането на власт на своя съпруг – императора. Освен това, Европа е показана като обединеното християнство в средновековната традиция и като доминиращата велика сила в света.
Не на последно място е алегорията за Европа като рай на земята, което е подчертано от специалното разположение на тялото и заобикалящите го водни площи. В ранната иконография раят е изобразяван в затворена форма – в случая завършеното тяло на Кралица Европа, оградено от морета и реки. Река Дунав символизира библейската река, която тече през рая, чието устие е оформено от четири ръкава. Тази картина е алюзия и към античната митология, според която Европа, дъщеря на финикийския цар Агенор, била отвлечена от Зевс и пренесена над водата до остров Крит.

## Други алегорични карти
Карта от 1609 г., изработена по повод сключването на примирие между Хабсбургска Испания и републиката на Седемте обединени провинции, показва Нидерландия като лъв (Leo Belgicus) и се приближава до съвременната ориентация в картографията, според която север е разположен в горната част.
Германският теолог Хайнрих Бюнтинг (1545 – 1606) публикува през 1581 г. карта на Азия под формата на Пегас.
В по-късна карта от 1794 г., позната като „Volgens de nieuwste Verdeeling“ („Последното разпределение“), Европа отново е представена като жена, чиято глава отново представлява Испания, но фигурата е прегърбена, обърната надясно и бърка в гърне, докато Британия е изобразена като увит около шията ѝ веещ се на вятъра шал. Картата отразява географията на континента доста точно. Приклекналата женска фигура съответства повече на алегорията Europa deplorans (Огорчената Европа), отколкото на Europa triumphans (Триумфиращата Европа).